# Juan Luis Barrios

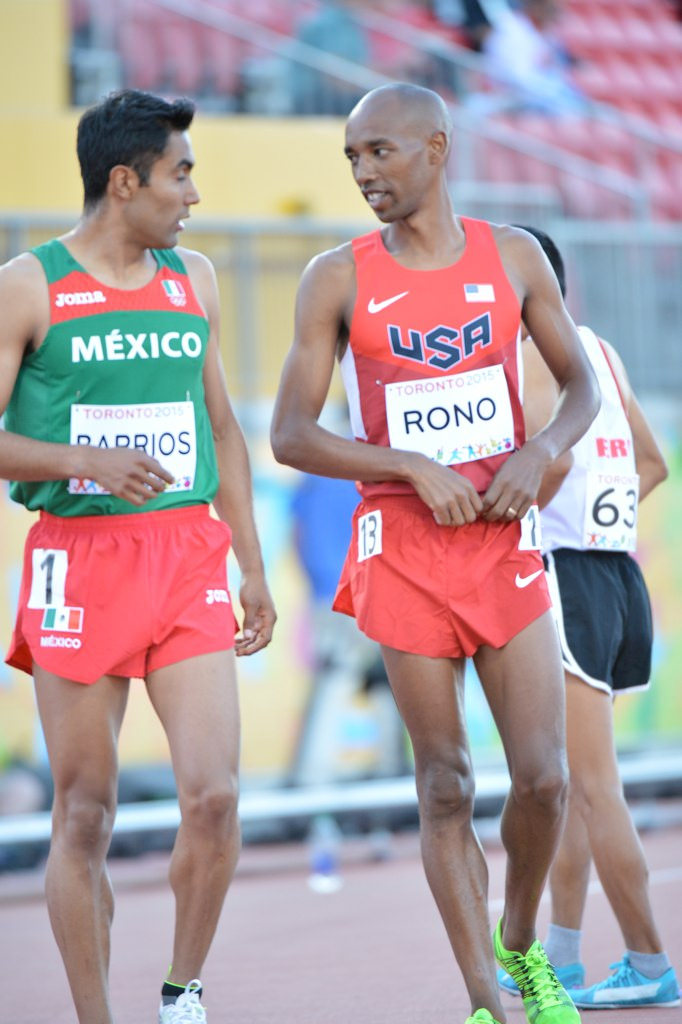
Juan Luis Barrios (links) und Aaron Rono bei den Panamerikanischen Spielen 2015

Juan Luis Barrios (Juan Luis Barrios Nieves; * 24. Juni 1983 in Mexiko-Stadt) ist ein mexikanischer Mittel- und Langstreckenläufer.
Über 1500 Meter gewann er bei den Zentralamerika- und Karibikmeisterschaften 2001 Bronze und 2003 Gold sowie bei den Zentralamerika- und Karibikspielen 2002 Gold. 2003 siegte er bei den Zentralamerika- und Karibikmeisterschaften und wurde Fünfter bei den Panamerikanischen Spielen in Santo Domingo.
2005 belegte er bei den Crosslauf-Weltmeisterschaften in Saint-Galmier den 57. Platz auf der Kurzstrecke und wurde Zentralamerika- und Karibikmeister über 5000 Meter. Im Jahr darauf folgte einem 62. Platz auf der Kurzstrecke bei den Crosslauf-Weltmeisterschaften in Fukuoka Doppelgold über 1500 und 5000 Meter bei den Zentralamerika- und Karibikspielen.
Bei den Panamerikanischen Spielen 2007 in Rio de Janeiro gewann er jeweils Silber über 1500 und 5000 Meter. Auch bei den Weltmeisterschaften in Ōsaka startete er über beide Distanzen. Über 1500 Meter erreichte er das Halbfinale, über 5000 Meter belegte er den 14. Platz.
2008 gewann er den Puerto-de-Veracruz-Halbmarathon. Bei den Olympischen Spielen in Peking lief er über 5000 Meter auf dem siebten Platz ein, und beim Great North Run wurde er Fünfter.
Beim 10.000-Meter-Lauf der Weltmeisterschaften 2009 in Berlin belegte er den 14. Platz. 2010 kam er bei den Crosslauf-Weltmeisterschaften in Bydgoszcz auf den 61. Platz und verteidigte sowohl über 1500 Meter wie auch über 5000 Meter seinen Titel bei den Zentralamerika- und Karibikspielen.
2011 wurde er Zweiter beim Guadalajara-Halbmarathon und Dritter beim Maratón de la Comarca Lagunera. Im Herbst siegte er bei den Panamerikanischen Spielen in Guadalajara über 5000 Meter und wurde Zwölfter beim New-York-City-Marathon.
Bei den Olympischen Spielen 2012 in London wurde er Achter über 5000 Meter.
2013 wurde er Fünfter beim New-York-City-Halbmarathon und gewann bei den Zentralamerika- und Karibikmeisterschaften über 5000 Meter. Bei den Weltmeisterschaften in Moskau erreichte er über 10.000 Meter nicht das Ziel. 2014 wurde er Vierter beim New-York-City-Halbmarathon und siegte bei den Zentralamerika- und Karibikspielen über 5000 und 10.000 Meter.
2015 wurde er Fünfter beim Kagawa-Marugame-Halbmarathon, gewann den Guadalajara-Halbmarathon und wurde Dritter beim New-York-City-Halbmarathon.

## Persönliche Bestzeiten
- 800 m: 1:48,43 min, 22. Mai 2004, Mexiko-Stadt
- 1500 m: 3:37,71 min, 25. Juli 2007, Rio de Janeiro
- 1 Meile: 3:57,34 min, 17. Juli 2013, Dublin
- 3000 m: 7:37,64 min, 27. August 2006, Rieti
  - Halle: 7:54,07 min, 9. März 2012, Istanbul
- 5000 m: 13:09,81 min, 11. Juni 2011, New York City
- Halle: 13:23,61 min, 11. Februar 2012, New York City
- 10.000 m: 27:28,82 min, 30. Mai 2012, Wageningen
- Halbmarathon: 1:00:46 h, 1. Februar 2015,	Marugame
- Marathon: 2:14:10 h, 6. November 2011, New York City